# Ophioncus granulosus
Ophioncus granulosus is een slangster uit de familie Ophiodermatidae.
De wetenschappelijke naam van de soort werd in 1889 gepubliceerd door J.E. Ives.